# Grace Armah
Grace Armah, née le 22 septembre 1958, est une athlète ghanéenne.

## Carrière
Grace Armah est éliminée en séries du relais 4 × 100 mètres féminin aux championnats du monde d'athlétisme 1983 à Londres ainsi que du relais 4 × 100 mètres féminin aux Jeux olympiques d'été de 1984.
Aux Championnats d'Afrique d'athlétisme 1984 à Rabat, elle est médaillée d'argent du 4 x 100 mètres et médaillée de bronze du 100 mètres.
Elle remporte la médaille d'or du  relais 4 x 100 mètres et la médaille d'argent du saut en longueur aux Championnats d'Afrique d'athlétisme 1985 au Caire.